# Sieto Hoving

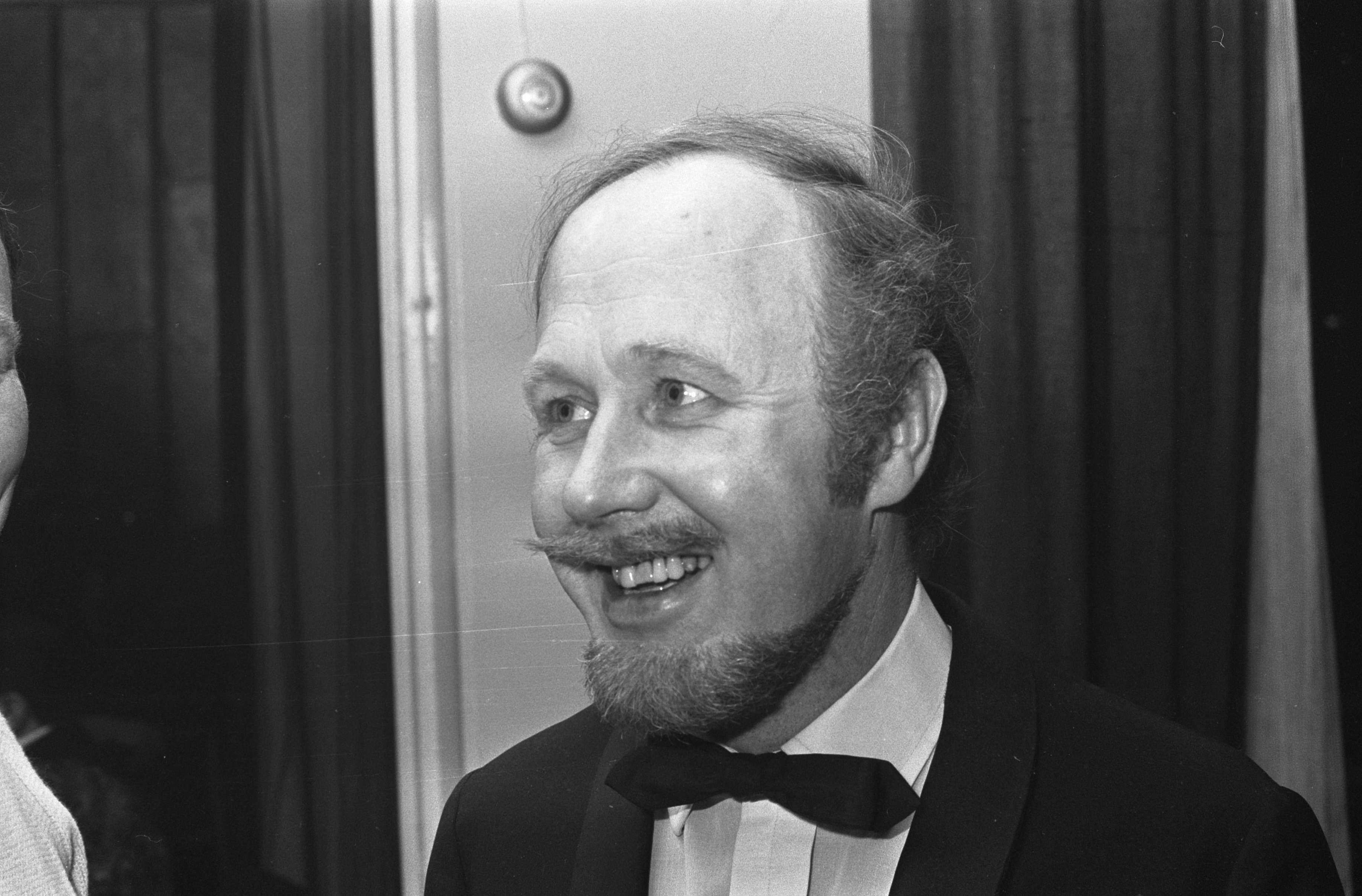
Sieto Hoving in 1969

Sieto Hoving (Delft, 22 september 1924 – Amsterdam, 19 januari 2016) was een Nederlands cabaretier en de oprichter van het cabaret Tingel Tangel (1957).

## Loopbaan
Samen met zijn vrouw Marijke Hoving-Tauber trad Sieto Hoving op in zijn eigen Amsterdamse theater Tingel Tangel, met zijn gelijknamige cabaretgroep, waaraan ook diverse andere Nederlandse kleinkunstenaars hebben meegewerkt. Daarnaast speelde Hoving in meerdere Nederlandse films en was hij te zien in verschillende televisieproducties.
Hoving verbouwde enkele lokalen in een school aan de Nieuwezijds Voorburgwal - een vroegere burgemeesterswoning van Amsterdam - om tot een klein theater met 145 plaatsen. Het theater werd genoemd naar de door hem opgerichte cabaretgroep Tingel Tangel. Tot in de jaren tachtig van de 20e eeuw speelde hij met Tingel Tangel, in wisselende samenstelling, in dit theater. In 1989 werd het theater verkocht aan Paul Haenen en Dammie van Geest, die er het Betty Asfalt Complex in vestigden.
Daarnaast is Hoving ook bekend geworden door zijn werk in reclamespots. Samen met zijn vrouw maakte hij onder meer de commercial voor de Nederlandse Credietverzekeringsmaatschappij, met de gevleugelde uitspraak Dát had je nou niet moeten zeggen, nadat zijn vrouw hem had gezegd dat hij nog altijd zijn boot zou kunnen verkopen.
In 1983 is het echtpaar benoemd tot Ridder in de Orde van Oranje-Nassau.

## Filmografie
- 1998 · directeur in Somberman's actie
- 1995 · butler in Affair Play
- 1994 · burgemeester in Advocaat van de hanen
- 1994 · Emmy

## Tv-producties
- 2005 · Baantjer (RTL 4) - Prior Helbron (afl. de moord op de missionaris)
- 2000 · Wilhelmina (NCRV)
- 1999 · Blauw blauw (RTL 4) - Meneer Pieterman (afl. Zwak)
- 1998 · Boek en buis (Teleac/NOT/NOT)
- 1998 · Wij Alexander (KRO)
- 1997 · Toen was geluk heel gewoon (KRO) - Werenfried (afl. Schaken)
- 1997 · Sergeant Meijer (VPRO)
- 1996 · Achter het scherm (Veronica)
- 1994 · Het Stille land
- 1994 . Vrienden voor het Leven - Hans Verspijker (afl. Keihard)

## Theater
- 1998 · Jefta Het Toneel Speelt

## Discografie
- 1964 · Niet voor lange tenen (Marijke en Sieto Hoving, Maria de Booy, Wouter de Nijs, Paul Deen) 25 cm lp
- 1971 · Burgers op de bres (Marijke en Sieto Hoving, Frits Lambrechts en Harry Sacksioni) lp→cd
- 1971 · Waartoe ? Waarheen ? (Marijke en Sieto Hoving en Rob de Nijs) lp→cd
- 1967 · Zotten en wijzen (Marijke en Sieto Hoving en Tineke van Leer) lp→cd

## Bekende medewerkers van Tingel Tangel
- Adèle Bloemendaal (1933-2017)
- Maria de Booy (1933)
- Maya Bouma (1933-1998)
- Paul Deen (1915-1990)
- Donald Jones (1932-2004)
- Frits Lambrechts (1937)
- Albert Mol (1917-2004)
- Diny de Neef (1926-1978)
- Rob de Nijs (1942-2025)
- Harry Sacksioni (1950)
- Astrid Seriese (1957)
- Conny Stuart (1913-2010)
- Peter Lusse (1959)